# Liste des oiseaux de Nauru
Les oiseaux de Nauru sont représentés par vingt-sept espèces, dont une endémique, la Rousserolle de Nauru, répartis en douze familles.
La liste suivante n'est pas exhaustive, elle peut ne pas mentionner tous les oiseaux observés accidentellement à Nauru.
Le statut de l'espèce précise si celle-ci niche, est endémique, est éteint, est introduit ou est migrateur.
| Famille        | Nom binominal            | Nom vernaculaire                | Nom nauruan | Statut            | Statut de conservation |
| -------------- | ------------------------ | ------------------------------- | ----------- | ----------------- | ---------------------- |
| Procellariidae | Puffinus lherminieri     | Puffin d'Audubon                |             |                   | Non menacé             |
| Fregatidae     | Fregata minor            | Frégate du Pacifique            | itsi        |                   | Non menacé             |
| Phaethontidae  | Phaethon lepturus        | Phaéton à bec jaune             | dedage      |                   | Non menacé             |
| Phaethontidae  | Phaethon rubricauda      | Phaéthon à queue rouge          | dedage      |                   | Non menacé             |
| Sulidae        | Sula leucogaster         | Fou brun                        |             |                   | Non menacé             |
| Ardeidae       | Egretta sacra            | Aigrette sacrée                 | gogora      |                   | Non menacé             |
| Charadriidae   | Charadrius leschenaultii | Gravelot de Leschenault         |             |                   | Non menacé             |
| Charadriidae   | Charadrius mongolus      | Gravelot mongol                 |             |                   | Non menacé             |
| Charadriidae   | Pluvialis fulva          | Pluvier fauve                   | iwyiyi      |                   | Non menacé             |
| Charadriidae   | Pluvialis squatarola     | Pluvier argenté                 |             |                   | Non menacé             |
| Scolopacidae   | Arenaria interpres       | Tournepierre à collier          | dugudubwa   |                   | Non menacé             |
| Scolopacidae   | Calidris acuminata       | Bécasseau à queue pointue       |             |                   | Non menacé             |
| Scolopacidae   | Tringa brevipes          | Chevalier de Sibérie            |             |                   | Non menacé             |
| Scolopacidae   | Tringa incana            | Chevalier errant                |             |                   | Non menacé             |
| Scolopacidae   | Limosa lapponica         | Barge rousse                    |             |                   | Non menacé             |
| Scolopacidae   | Numenius phaeopus        | Courlis corlieu                 | kiwoiy      |                   | Non menacé             |
| Scolopacidae   | Numenius tahitiensis     | Courlis d'Alaska                |             |                   | Vulnérable             |
| Laridae        | Anous minutus            | Noddi noir                      | darar       |                   | Non menacé             |
| Laridae        | Anous stolidus           | Noddi brun                      | doquae      |                   | Non menacé             |
| Laridae        | Gygis alba               | Gygis blanche                   | dagigia     |                   | Non menacé             |
| Laridae        | Sterna fuscata           | Sterne fuligineuse              |             |                   | Non menacé             |
| Laridae        | Sterna sumatrana         | Sterne diamant                  |             |                   | Non menacé             |
| Columbidae     | Ducula oceanica          |                                 | tope        | Nicheur           | Quasi menacé           |
| Cuculidae      | Eudynamys taitensis      | Coucou de Nouvelle-Zélande      | derikui     |                   | Non menacé             |
| Alcedinidae    | Todirhamphus chloris     | Martin-chasseur à collier blanc |             |                   | Non menacé             |
| Alcedinidae    | Todirhamphus sanctus     | Martin-chasseur sacré           |             | Accidentel        | Non menacé             |
| Sylviidae      | Acrocephalus rehsei      | Rousserolle de Nauru            | itsirir     | Nicheur endémique | Vulnérable             |

## Source
- (fr) Avibase - Liste des oiseaux de Nauru